# Rebola
Rebola é uma cidade da Guiné Equatorial localizada na província de Bioko Norte, na ilha de Bioko.